# Тракторна промисловість України
Тракторобудува́ння — галузь машинобудування, підприємства якої виробляють різні механізми для застосування у сільському, лісовому та водному господарстві, будівництві та вантажно-розвантажувальних роботах. В Україні виготовляється багато різних видів тракторів, самохідних шасі, тракторних та комбайнових двигунів, вузлів, агрегатів, запасних частин та деталей до тракторів. За допомогою тракторів можна механізувати багато різноманітних робіт; це в першу чергу стосується сільського господарства, у якому збільшення механізації праці викликає зростання загальної продуктивності праці.

## Історія галузі в Україні

Загальна будова гусеничного трактора Т-150

Виробництво невеликої кількості тракторів колісного типу марки «Запорожець» почалося в Україні на заводі у Великому Токмаку вже в 1923 році, масове виробництво розпочалося відразу після побудови в 1931 році тракторного заводу в Харкові - Завод імені Серго Орджонікідзе. Підприємство було побудованого так, щоб на випадок війни його можна було швидко перепрофілювати для виробництва танків). До 1954 року в Україні виробляли переважно трактори марки СХТЗ, які пізніше було замінено моделями ДТ-54, Т-75 та Т-74; з 1971 року починає переважати модель Т-150 (потужність 150 к.с., швидкість до 15 км/год.), цей трактор витримував конкуренцію з найкращими західними зразками.  
Тенденцію зростання виробництва тракторів в Україні у 1928—77 видно з даної таблиці: (у тисячах штук, (у дужках відсоток до всього виробництва в СРСР):
| 1928                                                                        | 1934      | 1937       | 1940      | 1950      | 1960      | 1970       | 1977       |
| --------------------------------------------------------------------------- | --------- | ---------- | --------- | --------- | --------- | ---------- | ---------- |
| 0,2 (15)                                                                    | 40,9 (26) | 10,6 (21)* | 10,4 (33) | 22,6 (19) | 88,0 (34) | 147,5 (32) | 141,3 (25) |
| * Зменшення кількості у зв'язку з переходом до виробництва більших моделей. |           |            |           |           |           |            |            |

Значну частину вироблених в Україні тракторів вивозили до інших районів СРСР та за його межі.

## Виробництво тракторів та комплектуючих до них в Україні
У 1970-их pp. Україна починає масово виробляти трактори та запчастини до них. Центром тракторобудування стає місто Харків, зокрема це такі підприємства як (Тракторний завод ім. С. Орджонікідзе (ХТЗ), завод тракторних самохідних шасі, моторобудівний завод «Серп і Молот», завод «Поршень» та ін.); Також галузь тракторобудування розвиненна в Вінниці, Кропивницькому, Києві та інших українських містах.

Динаміка виробництва тракторів в Україні 2003-2009 офіційні дані "Державного Комітету Статистики"